# Ectatoderus angusticollis
Ectatoderus angusticollis är en insektsart som beskrevs av Lucien Chopard 1969. Ectatoderus angusticollis ingår i släktet Ectatoderus och familjen Mogoplistidae. Inga underarter finns listade i Catalogue of Life.